# Кошиці (футбольний клуб, 2018)
ФК «Кошиці» — словацький футбольний клуб із міста Кошиці, який наразі виступає у Словацькій Суперлізі, найвищій лізі словацького футболу. ФК «Кошиці» був заснований у 2018 році. Вони об'єдналися в новий клуб з ФК «Кошиці-Барса».

## Попередні назви
- ŠK Vyšné Opátske (1921)
- TJ Sokol Vyšné Opátske (1948)
- TJ FK Turkon Vyšné Opátske (2006)
- TJ FK Vyšné Opátske (2014)
- ФК Кошиці (2017, новий клуб)
- ФК Кошиці (злиття з Кошиці-Барса) (2018–, новий клуб)

## Афілійовані клуби
До ФК «Кошице» входили такі клуби:
- Вест Гем (2018–2019)
- Славія ТУ Кошиці (2020–)[5]

## Досягнення
- Словацький другий дивізіон
  -  Переможці (1): 2022-23 (підвищення)